# Ralf Rienks
Ralf Rienks (Ámsterdam, 23 de septiembre de 1997) es un deportista neerlandés que compite en remo. Es hijo de los remeros Nicolaas Rienks y Harriet van Ettekoven, y su hermano Rik compite en el mismo deporte.
Participó en los Juegos Olímpicos de París 2024, obteniendo una medalla de plata en la prueba de ocho con timonel.
Ganó una medalla de bronce en el Campeonato Mundial de Remo de 2022 y dos medallas en el Campeonato Europeo de Remo, en los años 2022 y 2023.
Estudió Ingeniería Mecánica en la Universidad Técnica de Delft.

## Palmarés internacional
| Juegos Olímpicos   | Juegos Olímpicos         | Juegos Olímpicos  | Juegos Olímpicos   |
| Año                | Lugar                    | Medalla           | Prueba             |
| ------------------ | ------------------------ | ----------------- | ------------------ |
| 2024               | París (Francia)          | Medalla de plata  | Ocho con timonel   |
| Campeonato Mundial |                          |                   |                    |
| Año                | Lugar                    | Medalla           | Prueba             |
| 2022               | Račice (República Checa) | Medalla de bronce | Cuatro sin timonel |
| Campeonato Europeo |                          |                   |                    |
| Año                | Lugar                    | Medalla           | Prueba             |
| 2022               | Múnich (Alemania)        | Medalla de plata  | Cuatro sin timonel |
| 2023               | Bled (Eslovenia)         | Medalla de bronce | Ocho con timonel   |